# Střelice (ort i Tjeckien, Södra Mähren, lat 49,15, long 16,50)
Střelice är en ort i Tjeckien.   Den ligger i regionen Södra Mähren, i den sydöstra delen av landet, 180 km sydost om huvudstaden Prag. Střelice ligger 273 meter över havet och antalet invånare är 2 578.
Terrängen runt Střelice är platt österut, men västerut är den kuperad. Runt Střelice är det tätbefolkat, med 459 invånare per kvadratkilometer. Närmaste större samhälle är Brno, 8,9 km nordost om Střelice. Trakten runt Střelice består till största delen av jordbruksmark.